# Alstyltmal
Alstyltmal (Caloptilia elongella) är en fjäril i familjen Styltmalar (Gracillariidae). Den har normalt en vingbredd på 14 till 18 millimeter. 
Fjärilen finns där det finns alar, vars blad dess larver lever på och av.  
Punktstyltmal är spridd över hela Palearktis. I Norden är den relativt allmän upp till omkring Polcirkeln. 